# Giełdagana
Giełdagana (ros. Гелдагана) – wieś w Rosji, w Czeczenii, w rejonie kurczałojewskim. W 2010 liczyła 12 350 mieszkańców.